# الأنس الجليل بتاريخ القدس والخليل
الأنس الجليل بتاريخ القدس والخليل هو مخطوط للمؤرخ العربي أبو اليمن القاضي مجير الدين الحنبلي. وهو قاضى وعالم وفقية ومؤرخ حنبلى عربى ولد في الرملة عام 1456 (860 هـ) ثم انتقل للعيش في القدس. تُشير المصادرأن الكتاب هو الأكثر شمولًا وتفصيلًا حول القدس والخليل في ذلك الزمان. ويعد هذا الكتاب من أوسع المصنفات التى تناولت تاريخ بيت المقدس منذ فجر الخليقة وحتى عام (900ه / 1494م )، وهو من المصادر التى تناولت الحياة العلمية في بيت المقدس في العهدين الأيوبى والمملوكي، حيث وصف الكثير من مدارسها ومساجدها وزواياها والمراكز التعليمية الأخرى، كما ذكر تراجم لعدد كبير من علمائها وفقهائها، والعلماء الوافدين إليها الذين شاركوا في الحياة العلمية في فلسطين.